# Dörenthe

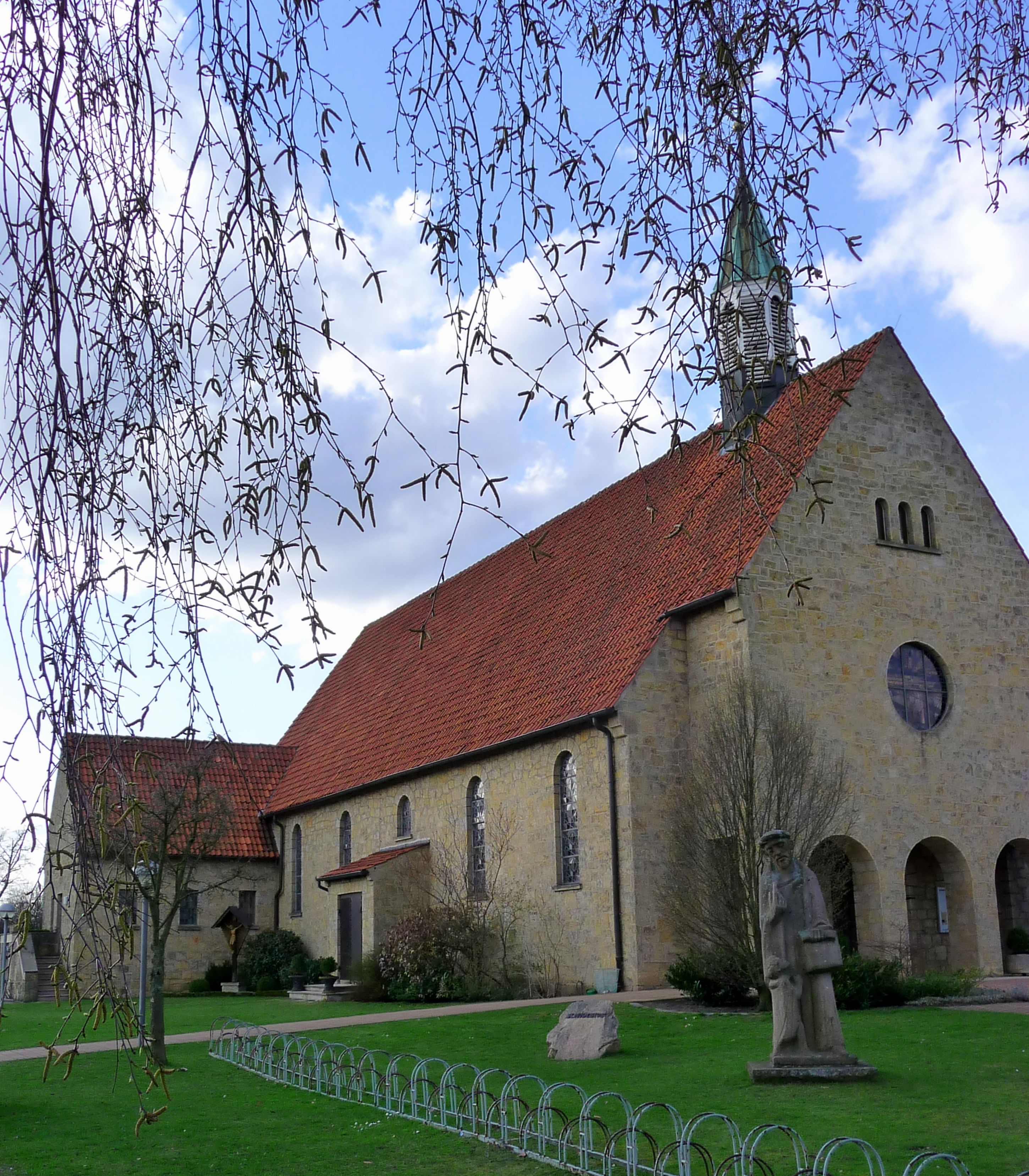
Kirche St. Modestus in Dörenthe

Dörenthe ist ein Ortsteil der Stadt Ibbenbüren in der Region Tecklenburger Land (Kreis Steinfurt) im nördlichen Teil des Bundeslandes Nordrhein-Westfalen. Die 1390 Einwohner zählende Ortschaft ist rund sechs Kilometer vom Ibbenbürener Zentrum entfernt.

## Namensbedeutung
Dörenthe bildet den südlichen Teil der Stadt Ibbenbüren. Es liegt am Ende des Teutoburger Waldes und ist bekannt wegen der Wahrzeichen des Hockenden Weibes und der Steinkreuze. Die Bedeutung des Wortes Dörenthe wird auf verschiedene Art und Weise ausgelegt. Dörenthe, früher Dorenthopa, kommt von dor (dör ‚großes Tor‘, ‚große Tür‘). Dor diente im Teutoburger Wald der Bezeichnung von Einschnitt oder Schlucht. Torpa heißt Niederlassung, Ansiedlung oder Bauerschaft. Dörenthe heißt also Bauerschaft hinter der Schlucht. Nach den Sprachforschungen des Pfarrers Cremann aus Ibbenbüren kommt der Name Dörenthe von Thor enthe ‚Niederung des Gottes Thor‘. Hiernach müsste in der Niederung am Südhang des Teutoburger Waldes in alter germanischer Zeit ein Heiligtum des Gottes Thor gestanden haben. Ein Feld in der Nähe des Hafens führt heute noch den Namen Düwelskerke. Dieser Name könnte möglicherweise von den christlich gewordenen Bewohnern als Bezeichnung der Opferstätte gegeben worden sein.

## Geographie

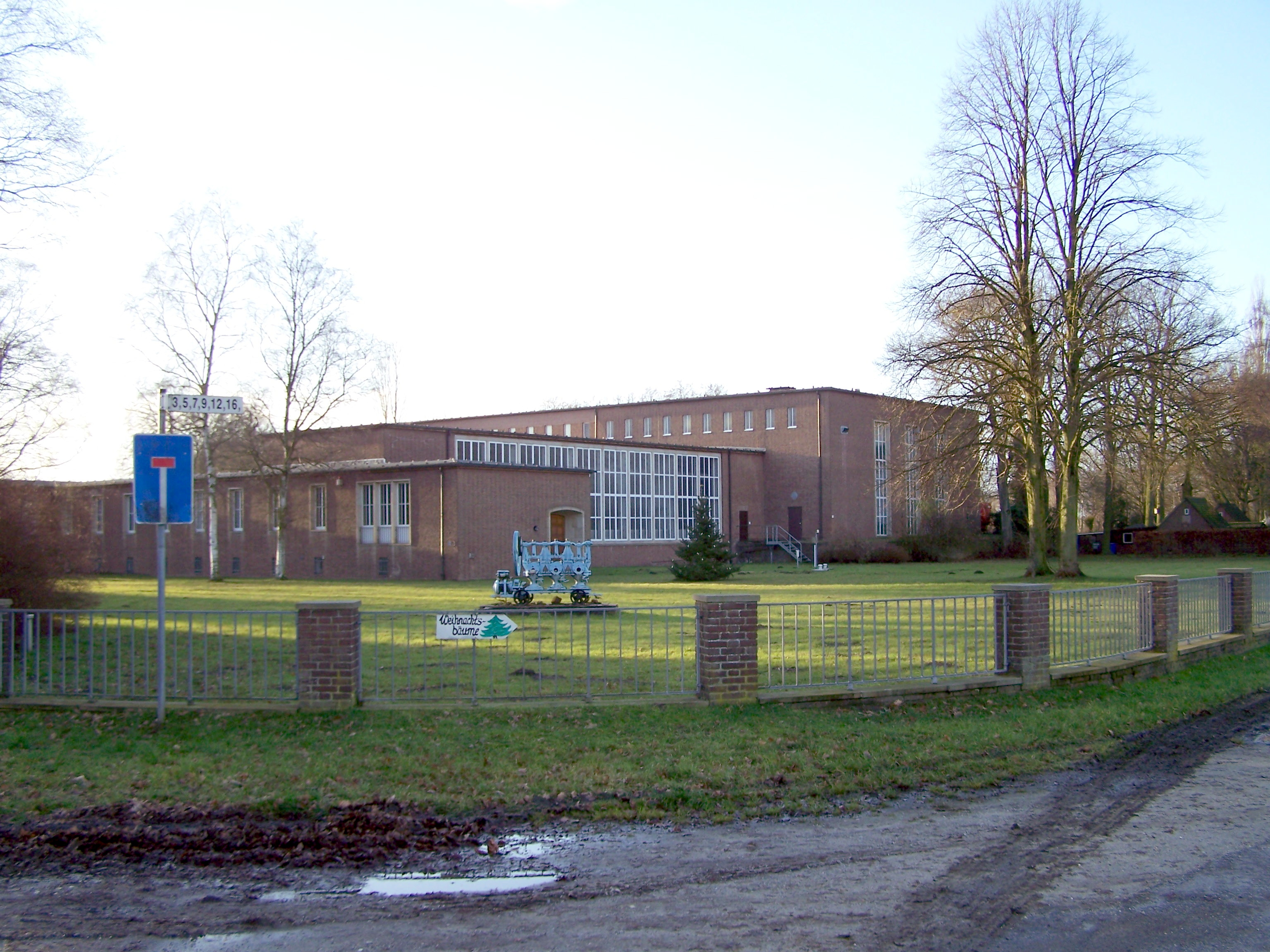
Wasserwerk Dörenthe

Dörenthe liegt am südlichen Fuß des Teutoburger Waldes. Nördlich liegt das Stadtzentrum von Ibbenbüren. Westlich grenzt Dörenthe an den zur Stadt Hörstel gehörenden Ortsteil Riesenbeck-Birgte, östlich an den Ortsteil Brochterbeck der Stadt Tecklenburg. Im Süden befindet sich die Gemeinde Saerbeck.

### Einwohner
Einwohnerzahlen von Dörenthe erfasst durch die Stadt Ibbenbüren.
| Datum              | Einwohner |
| ------------------ | --------- |
| 31. Dezember 2006  | 1429      |
| 31. Dezember 2015  | 1390      |
| 30. September 2017 | 1425      |
| 31. Dezember 2023  | 1472      |

## Verkehr
Mitten durch das Ortszentrum verläuft die Bundesstraße 219, die aus Ibbenbüren kommend in Richtung Münster über Saerbeck und Greven verläuft. Die gut 40 km lange Bundesstraße ist eine wichtige Verbindung vom Tecklenburger Land in die Stadt Münster.
Südlich des Dorfes befindet sich der Dortmund-Ems-Kanal mit dem Hafen Dörenthe, der gelegentlich auch als Hafen Saerbeck bezeichnet wird. Der Hafen verfügt über einen Gleisanschluss zur Zweigstrecke der Bahnstrecke Ibbenbüren–Hövelhof, die in Brochterbeck in die eigentliche Strecke einmündet. Bis zum Verkauf des nördlichen Abschnittes der Bahnstrecke mit der Zweigstrecke nach Dörenthe am 1. Dezember 2015 gehörte dieser der Teutoburger Wald-Eisenbahn. Diese am 19. Juli 1901 eröffnete und seit 1914 nur noch dem Güterverkehr vorgehaltene Strecke war vor ihrer Übernahme durch die Lappwaldbahn-Unternehmensgruppe akut von der Stilllegung bedroht. Nach der Übernahme wurde 2016 und 2017 die Strecke wieder hergerichtet und neue Gleise und Schotter verlegt. In einem ehemaligen Güterschuppen der Raiffeisen-Warengenossenschaft an der B 219 wurde der Dienststützpunkt der Lappwaldbahn eingerichtet.
Am 26. August 2018 wurde mit einem Dampfzug des Teuto-Express die erneuerte Strecke zwischen Brochterbeck und Dörenthe symbolisch freigegeben. Gleichzeitig wurde der 20. Geburtstag des Kulturspeichers gefeiert.

## Wirtschaft

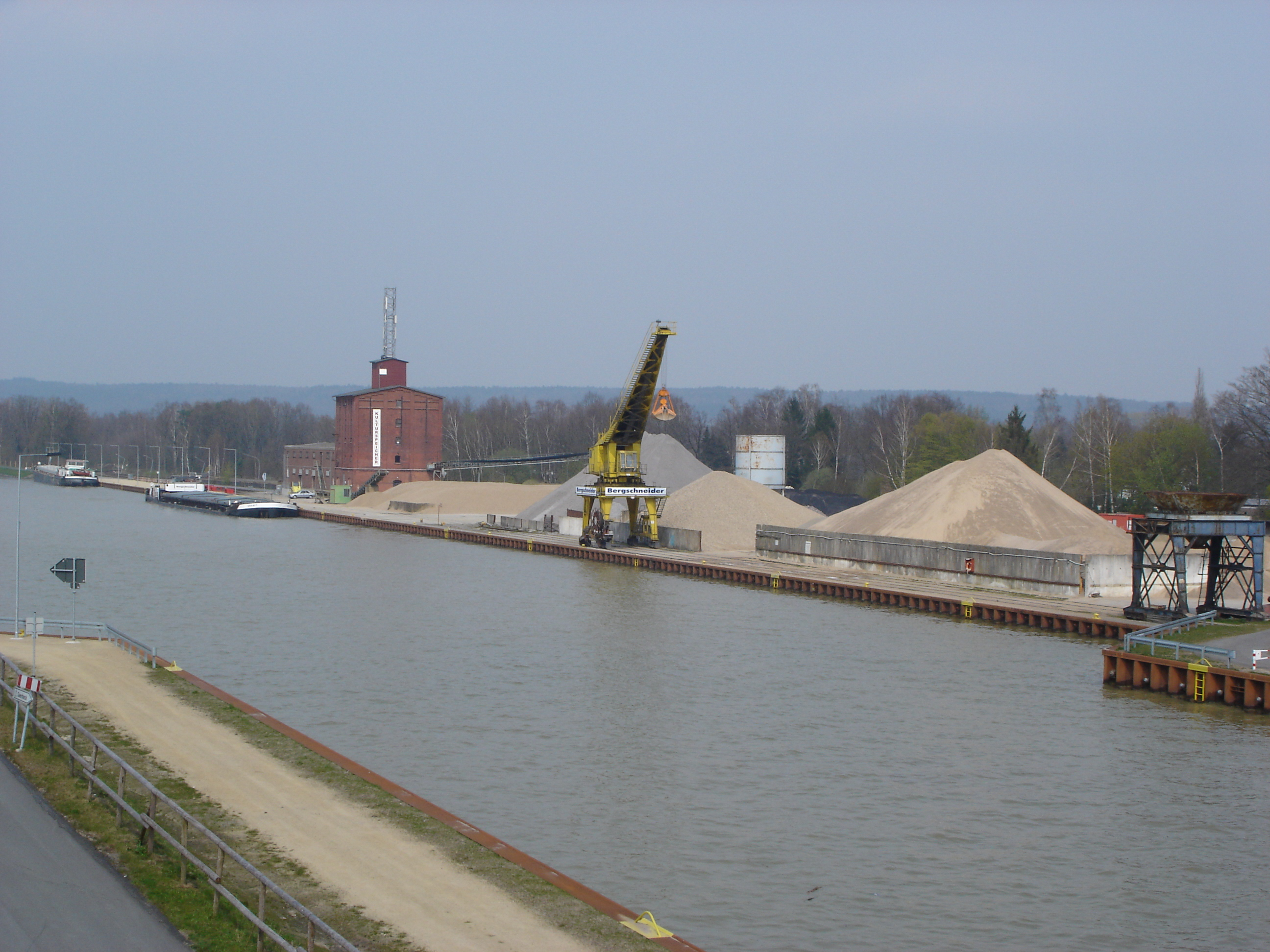
Blick auf den Hafen von Dörenthe. In der linken Bildhälfte der Kulturspeicher Dörenthe.

Im Teutoburger Wald befanden sich früher zahlreiche Kalksteinbrüche sowie Brennöfen. Diese sind jedoch stillgelegt und die Natur hat sie zurückerobert. Den wirtschaftlichen Schwerpunkt bildet daher der Hafen am Dortmund-Ems-Kanal sowie die Landwirtschaft.

## Natur
Das dünn besiedelte Gebiet um Dörenthe bietet der Natur viel Raum zur Entfaltung. Im Teutoburger Wald sind die Dörenther Klippen mit dem Felsmassiv des Hockenden Weibes zu finden. Die zahlreichen Kalksteinbrüche laden Fossiliensammler ein. Durch den Aushub des Dortmund-Ems-Kanals entstand in der Zeit zwischen 1894 und 1895 der botanische Garten Loismann, in dessen Nachbarschaft ein Landschaftsbau- und Versandunternehmer den Naturerlebnispark Dörenthe eröffnet hat.

## Kultur
Der Kulturspeicher Dörenthe, ein alter Getreidespeicher am Hafen, hat viele kulturelle Veranstaltungen durch ein wechselndes Programm zu bieten.